# Sofi Anderson
Sofi Anderson, född 16 november 1860 i Kristinehamn, död 2 november 1931, var en svensk skolledare.
Anderson studerade vid Högre lärarinneseminariet i Stockholm 1887–1891 och 1896–1897 och var lärarinna vid Sofi Almquists samskola 1890–1899. Som grundläggare (tillsammans med Nils Lagerstedt och Ludvig Lindroth) 1899 av och föreståndarinna för Privata högre lärarinneseminariet intill 1923 inlade hon stor förtjänst om den kvinnliga undervisningen.
Anderson var dotter till vågmästaren J.E. Anderson och Sophie Arrhenius.